# Astrònom reial
Astrònom reial és un alt càrrec a la Casa reial del monarca del Regne Unit. Hi ha dos oficials, el principal que és l'Astrònom reial, data del 22 de juny de 1675; el segon és l'Astrònom reial d'Escòcia, que data de 1834.
El rei Carles II, qui va fundar l'Observatori Reial de Greenwich el 1675, va instruir el primer «Astrònom reial», John Flamsteed, «...a immediatament dedicar-se amb la diligència i cura més exacta a la rectificació de les taules dels moviments del cels i els llocs dels estels fixos per tal de trobar la molt desitjada longitud dels llocs per a perfeccionar l'art de la navegació».
Des d'aquest moment fins a 1972, l'«Astrònom reial» va ser director d'Observatori Reial de Greenwich. Com «Astrònom reial», rep un estipendi de 100 lliures esterlines per any i és membre de la Casa reial, sota l'autoritat general del Lord Chamberlain. Després de la separació dels dos càrrecs, la posició d'«Astrònom reial» ha estat en gran part honorífica, encara que segueix estant disponible per assessorar el sobirà en qüestions astronòmiques i científiques afins i és un càrrec de gran prestigi.
També hi havia anteriorment un «Astrònom Reial d'Irlanda».

## Astrònoms reials
- 1675-1719 John Flamsteed
- 1720-1742 Edmond Halley
- 1742-1762 James Bradley
- 1762-1764 Nathaniel Bliss
- 1765-1811 Nevil Maskelyne
- 1811-1835 John Pond
- 1835-1881 Sir George Biddell Airy
- 1881-1910 Sir William Christie
- 1910-1933 Sir Frank Dyson
- 1933-1955 Sir Harold Spencer Jones
- 1956-1971 Richard van der Riet Woolley
- 1972-1982 Sir Martin Ryle
- 1982-1990 Sir Francis Graham-Smith
- 1991-1995 Sir Arnold Wolfendale
- 1995-present Martin Rees, Baró Rees de Ludlow